# Quintanilla de Corvio

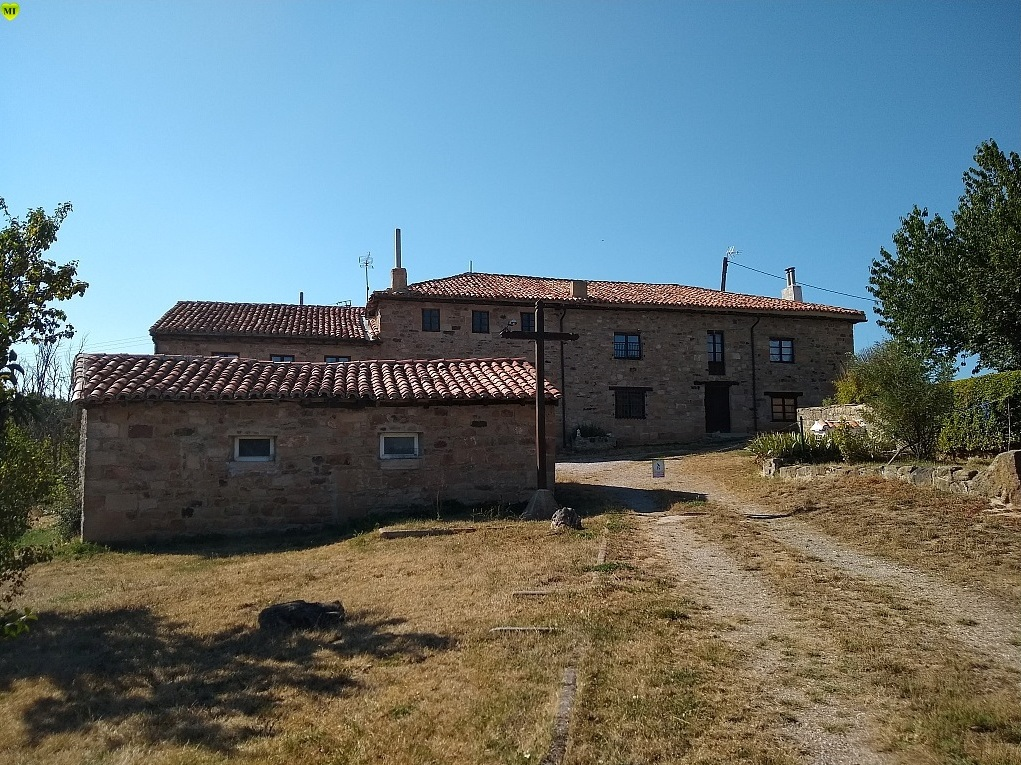

Quintanilla de Corvio es una localidad de la provincia de Palencia (Castilla y León, España) que pertenece al municipio de Aguilar de Campoo.

## Geografía
En la comarca de La Valdivia, junto al embalse de Aguilar, 2 km al oeste de Corvoeste de Matamorisca y 3 al oeste de Corvio, al pie de Peña del Cuervo.

## Demografía
Evolución de la población en el siglo XXI
| Gráfica de evolución demográfica de Quintanilla de Corvio entre 2007 y 2022 |
|                                                                             |
| Población de derecho (2000-2020) según el padrón municipal del INE          |

Quintanilla de Corvio no fue considerada como unidad poblacional por el Instituto Nacional de Estadística hasta el año 2007.

## Historia
A la caída del Antiguo Régimen la localidad se constituye en municipio constitucional, conocido entonces como Quintanilla de Corbio que en el censo de 1842 contaba con 2 hogares y 10 vecinos, para posteriormente integrarse en Matamorisca.